# Chahal
Chahal es un municipio del departamento de Alta Verapaz, en la República de Guatemala. Está ubicado en el norte del país y en la región conocida como Franja Transversal del Norte. La fiesta titular de la cabecera municipal «San Fernando Nuevo Chahal» se celebra del 25 al 31 de mayo en honor de san Fernando y a Fernando VII —rey de España—, y el 23 al 29 de agosto se celebra la fiesta del municipio, en honor a San Agustín de Hipona.

## Toponimia
Según los estudios realizados por el historiador Adrián Recinos en su traducción del Popol-Vuh, Chahal traducido al idioma español quiere decir «Guardián de las Sementeras», siendo invocado este nombre por la princesa Ixquic. Otras versiones del origen del nombre son: (a) «Cha» significaría «ceniza» y «Hal» niño, es decir: «niños que comían cenizas» y (b) «Chiá hal» siginificaría «Lugar de Aguas».

## División política
El área de Chahal está conformado por ochenta y nueve poblaciones, de las cuales las más conocidas son: Barrio El Centro, Santo Domingo, Santa Elena, Santa Cecilia, San Lucas, La Libertad, San Antonio, Santa Maria, San Juan, y Se´xan Chiy.

## Geografía física

### Clima
El Municipio tiene un clima cálido y húmedo; se marcan dos estaciones: Invierno, el cual se observa principalmente en los meses de junio hasta octubre y eventualmente los meses de noviembre a febrero; y verano, a partir del mes de marzo hasta finales de mayo.
La temperatura del municipio es cálida con humedad permanente, con una evaporación aproximada entre 0.40 y 0.45; el clima de la cabecera municipal es tropical (Clasificación de Köppen: Af).
| Parámetros climáticos promedio de Chahal | Parámetros climáticos promedio de Chahal | Parámetros climáticos promedio de Chahal | Parámetros climáticos promedio de Chahal | Parámetros climáticos promedio de Chahal | Parámetros climáticos promedio de Chahal | Parámetros climáticos promedio de Chahal | Parámetros climáticos promedio de Chahal | Parámetros climáticos promedio de Chahal | Parámetros climáticos promedio de Chahal | Parámetros climáticos promedio de Chahal | Parámetros climáticos promedio de Chahal | Parámetros climáticos promedio de Chahal | Parámetros climáticos promedio de Chahal |
| Mes                                      | Ene.                                     | Feb.                                     | Mar.                                     | Abr.                                     | May.                                     | Jun.                                     | Jul.                                     | Ago.                                     | Sep.                                     | Oct.                                     | Nov.                                     | Dic.                                     | Anual                                    |
| ---------------------------------------- | ---------------------------------------- | ---------------------------------------- | ---------------------------------------- | ---------------------------------------- | ---------------------------------------- | ---------------------------------------- | ---------------------------------------- | ---------------------------------------- | ---------------------------------------- | ---------------------------------------- | ---------------------------------------- | ---------------------------------------- | ---------------------------------------- |
| Temp. máx. media (°C)                    | 26.5                                     | 28.3                                     | 29.7                                     | 31.4                                     | 31.4                                     | 31.5                                     | 30.1                                     | 30.3                                     | 30.3                                     | 29.4                                     | 27.7                                     | 26.9                                     | 29.5                                     |
| Temp. media (°C)                         | 22.8                                     | 23.6                                     | 25.0                                     | 26.4                                     | 26.9                                     | 27.2                                     | 26.4                                     | 26.4                                     | 26.3                                     | 25.6                                     | 24.1                                     | 23.0                                     | 25.3                                     |
| Temp. mín. media (°C)                    | 19.2                                     | 19.0                                     | 20.4                                     | 21.5                                     | 22.5                                     | 22.9                                     | 22.7                                     | 22.5                                     | 22.3                                     | 21.8                                     | 20.5                                     | 19.1                                     | 21.2                                     |
| Precipitación total (mm)                 | 135                                      | 80                                       | 75                                       | 78                                       | 190                                      | 430                                      | 487                                      | 322                                      | 339                                      | 294                                      | 197                                      | 154                                      | 2781                                     |
| Fuente: Climate-Data.org                 |                                          |                                          |                                          |                                          |                                          |                                          |                                          |                                          |                                          |                                          |                                          |                                          |                                          |

### Ubicación geográfica
Chahal se encuentra a una distancia considerable de Cobán, la cabecera municipal del departamento de Alta Verapaz. Las montañas que lo rodean son: Chamá, Santa Cruz; no pertenece al altiplano, pero se encuentra cercano está el ensanchamiento de fluvial conocido como «Embarcadero».  Sus habitantes tienen relaciones comerciales y familiares con sus vecinos de Cahabón, San Luis y utilizan las vías fluviales que ofrecen los ríos Cahabón, Sarstún y río Polochic para desarrollar su actividad comercial hasta el Lago de Izabal.
- Norte: 
  - San Luis, municipio del departamento de El Petén
  - Fray Bartolomé de las Casas, municipio del departamento de Alta Verapaz
- Noroeste: Fray Bartolomé de las Casas, municipio del departamento de Alta Verapaz
- Sur: Cahabón, municipio del departamento de Alta Verapaz
- Este: El Estor, municipio del departamento de Izabal[9]
- Oeste: Fray Bartolomé de las Casas y Cahabón, municipios del departamento de Alta Verapaz[9]

| Noroeste: Fray Bartolomé de las Casas      | Norte: San Luis Fray Bartolomé de las Casas |                |
| Oeste: Fray Bartolomé de las Casas Cahabón |                                             | Este: El Estor |
|                                            | Sur: Cahabón                                |                |

## Gobierno municipal
Los municipios se encuentran regulados en diversas leyes de la República, que establecen su forma de organización, lo relativo a la conformación de sus órganos administrativos y los tributos destinados para los mismos.  Aunque se trata de entidades autónomas, se encuentran sujetas a la legislación nacional. Las principales leyes que rigen a los municipios en Guatemala desde 1985 son:
| N.º | Ley                                                | Descripción |
| --- | -------------------------------------------------- | --- |
| 1   | Constitución Política de la República de Guatemala | Tiene una regulación legal específica para los municipios en los artículos 253 al 262. |
| 2   | Ley Electoral y de Partidos Políticos              | Ley de carácter constitucional aplicable a los municipios en el tema de la conformación de sus autoridades electas. |
| 3   | Código Municipal                                   | Decreto 12-2002 del Congreso de la República de Guatemala. Tiene la categoría de ley ordinaria y contiene preceptos generales aplicables a todos los municipios, e inclusive contiene legislación referente a la creación de los municipios.             |
| 4   | Ley de Servicio Municipal                          | Decreto 1-87 del Congreso de la República de Guatemala. Regula las relaciones entra la municipalidad y los servidores públicos en materia laboral. Tiene su base constitucional en el artículo 262 de la constitución que ordena la emisión de la misma. |
| 5   | Ley General de Descentralización                   | Decreto 14-2002 del Congreso de la República de Guatemala. Regula el deber constitucional del Estado, y por ende del municipio, de promover y aplicar la descentralización y desconcentración económica y administrativa.                                |

El gobierno de los municipios de Guatemala está a cargo de un Concejo Municipal mientras que el código municipal —que tiene carácter de ley ordinaria y contiene disposiciones que se aplican a todos los municipios de Guatemala— establece que «el concejo municipal es el órgano colegiado superior de deliberación y de decisión de los asuntos municipales […] y tiene su sede en la circunscripción de la cabecera municipal». Por último, el artículo 33 del mencionado código establece que «[le] corresponde con exclusividad al concejo municipal el ejercicio del gobierno del municipio».
El concejo municipal se integra con el alcalde, los síndicos y concejales, electos directamente por sufragio universal y secreto para un período de cuatro años, pudiendo ser reelectos.
Existen también las Alcaldías Auxiliares, los Comités Comunitarios de Desarrollo (COCODE), el Comité Municipal del Desarrollo (COMUDE), las asociaciones culturales y las comisiones de trabajo. Los alcaldes auxiliares son elegidos por las comunidades de acuerdo a sus principios, valores, procedimientos y tradiciones, estos se reúnen con el alcalde municipal el primer domingo de cada mes. Los Comités Comunitarios de Desarrollo y el Consejo Municipal de Desarrollo tiene como función organizar y facilitar la participación de las comunidades priorizando necesidades y problemas.

### Alcaldes municipales
| Alcalde Municipal                | Partido Político | Período | Período |
| Alcalde Municipal                | Partido Político | Inicio  | Final   |
| -------------------------------- | ---------------- | ------- | ------- |
| Héctor Manuel Rivas Mollinedo    | CAN              | 1986    | 1988    |
| Leopoldo Juárez López            | DCG              | 1988    | 1990    |
| Héctor Manuel Rivas Mollinedo    | PSD-AP5          | 1991    | 1993    |
| Héctor Manuel Rivas Mollinedo    | MAS              | 1993    | 1996    |
| Luis Rodolfo Barrientos Figueroa | DCG              | 1996    | 2000    |
| Marcos Asig Saquij               | DIA-URNG         | 1996    | 1999    |
| Juan Alberto Juárez Pop          | FRG              | 2004    | 2007    |
| Rudy Oswaldo Flores Molina       | UNE              | 2008    | 2011    |
| Gonzalo Coc Pop                  | LIDER            | 2012    | 2016    |
| Luis Rodolfo Barrientos Figueroa | UNIONISTA        | 2020    | 2024    |

## Historia

### Conquista de Guatemala
Chahal perteneció originalmente al departamento de Izabal; durante la colonia española, formó parte del Manché -cuyo idioma maya se extinguió- en Izabal. El Manché y la «Tierra de Guerra» estuvieron gobernados por alcaldes mayores, pero los indígenas de esta región se rebelaron en contra del dominio español, imitando al pueblo de los Lacandones (que estaba localizado en el moderno departamento de El Petén). La conquista del Manché duró varios años, hasta que los padres dominicos dirigidos por Pedro de Angulo y Bartolomé de Las Casas realizaron las reducciones de la Tierra de Guerra- que pasó a llamarse la Vera Paz- y del Manché de manera pacífica, mediante las Capitulaciones de Tezulutlán. Por su parte, la tierra de Lacandón continuó como el único territorio indígena independiente de las Américas hasta que fue conquistado a finales del siglo xvii.  La única población que se conserva del Manché es Chahal.

### Separación de Izabal
Chahal se separó de Izabal por Acuerdo Gubernativo del 2 de noviembre de 1887, durante el gobierno del general Manuel Lisandro Barillas, y pasó a formar parte del departamento de Alta Verapaz. Por causas ignoradas, dado que no existe evidencia escrita, volvió a pertenecer al departamento de Izabal poco después, pero el 31 de mayo de 1890, por petición de autoridades y vecinos ante el gobierno de Barrillas, regresó a la jurisdicción de Alta Verapaz, como una aldea del municipio de Santa María Cahabón. El 5 de septiembre de 1903 por Acuerdo Gubernativo fue elevada a la categoría de Municipio del departamento de Alta Verapaz, acuerdo que fue firmado por el presidente de la República, licenciado Manuel Estrada Cabrera.

### Franja Transversal del Norte
El primer proyecto colonizador en la Franja Transversal del Norte  (FTN) fue el de Sebol-Chinajá, en Alta Verapaz. Sebol, en ese entonces, era considerado como un punto estratégico y vía fluvial a través del río Cancuén, que comunicaba con Petén hasta el río Usumacinta en la frontera con México y la única carretera que existía era la de terrecería que construyó el presidente Lázaro Chacón en 1928.  En 1958, durante el gobierno del general Miguel Ydígoras Fuentes el Banco Interamericano de Desarrollo (BID) financió proyectos de infraestructura en Sebol.  En 1960, el entonces capitán del Ejército de Guatemala Fernando Romeo Lucas García heredó las fincas Saquixquib y Punta de Boloncó al nororiente de Sebol, Alta Verapaz, con una extensión de 15 caballerías cada una. En 1963 compró la finca «San Fernando» El Palmar de Sejux con una extensión de 8 caballerías, y finalmente compró la finca «Sepur», cercana a «San Fernando», con una extensión de 18 caballerías.  Durante estos años fue diputado en el congreso de Guatemala y cabildeó para impulsar la inversión en esa zona del país.
En 1962, la DGAA se convirtió en el Instituto Nacional de Transformación Agraria (INTA), por el decreto 1551 que creó la ley de Transformación Agraria. En 1964, el INTA definió la geografía de la FTN como la parte norte de los departamentos de Huehuetenango, Quiché, Alta Verapaz e Izabal y ese mismo año sacerdotes de la orden Maryknoll y de la Orden del Sagrado Corazón iniciaron el primer proceso de colonización, junto con el INTA, llevando a pobladores de Huehuetenango al sector de Ixcán en Quiché.
La Franja Transversal del Norte fue creada oficialmente durante el gobierno del general Carlos Arana Osorio en 1970, mediante el Decreto 60-70 en el Congreso de la República, para el establecimiento de desarrollo agrario.

### Traslado de la cabecera municipal
La cabecera municipal de Chahal desde su origen hasta el 5 de abril de 1983, estuvo localizada en el asentamiento del moderno Viejo Chahal o San Agustín Chahal. En esa fecha, conforme providencia N.º 5409 del Ministerio de Gobernación se ordenó el traslado de la cabecera municipal a la finca denominada Rubel Inup -que en q'eqchi’ significa «bajo la Ceiba»- acontecimiento que tuvo como testigos a todos los alcaldes de Alta Verapaz. El primer alcalde en la nueva ubicación fue el señor Manuel Jesús Caal Hun. El traslado se dio en medio del punto álgido de la Guerra Civil de Guatemala, durante el gobierno del general Efraín Ríos Montt.
El 9 de octubre de 1985 conforme Acuerdo Gubernativo número 868-85 del General Oscar Mejía Víctores, fue reconocido oficialmente el traslado de la Cabecera Municipal con el nombre de «Nuevo Chahal» y quedó la antigua cabecera como caserío.

## Economía

### Cultivo de palma africana

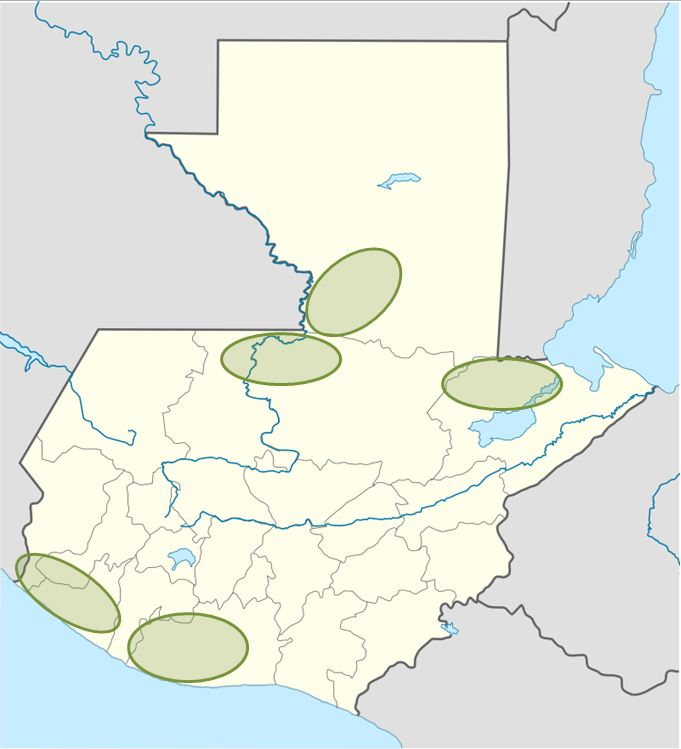
Áreas de cultivo de palma africana en Guatemala en 2014.

Satisfacer la demanda de aceites y grasas comestibles del mercado interno y parte del mercado externo ayuda a explicar por qué el aceite de palma ganó terreno desplazando otros aceites, lo que ha conducido al surgimiento de nuevas empresas asociadas a grandes capitales, en una nueva fase inversionista que se observa particularmente en los territorios que conforman la Franja Transversal del Norte. Convertirse en uno de los principales países agroexportadores de aceite de palma es el objetivo que ha motivado que las empresas palmeras se hayan enfrascado en una etapa de creciente producción, pese a la tendencia decreciente del precio internacional de ese aceite. El área de mayor dinamismo se observa en los municipios de Chisec y Cobán, Alta Verapaz; Ixcán, Quiché, y Sayaxché, Petén, donde opera Palmas del Ixcán, S.A. (PALIX), con plantaciones propias y productores independientes. Algo parecido ocurre en los municipios de Fray Bartolomé de Las Casas y Chahal, Alta Verapaz; y Livingston, Izabal; y San Luis, Petén, donde la empresa Naturaceites se ha posicionado.
La lógica para introducir la palma africana proviene de la sustitución gradual de las plantaciones de algodón en la zona. ltivo del algodón. A partir de la década de 1990 uno de los principales productores de algodón de Guatemala, la familia Molina Espinoza, comenzó a reconvertir zonas algodoneras y ganaderas de su propiedad, en plantaciones de palma africana. Con la destrucción de plantaciones bananeras en Izaba  debido a huracanes, otros grupos empresariales como Agroamérica, de la familia Bolaños Valle, y Naturaceites -antes INDESA-, de la familia Maegli-Müeller, sustituyeron parte del cultivo de banano por el de palma africana. Los inversionistas en palma africana ampliaron sus plantaciones desde la costa sur hacia el norte del país, adquiriendo tierras en la Franja Transversal del Norte y Petén; para 2014 se estimó que el área sembrada de palma africana tenía una extensión de ciento treinta mil hectáreas.  El proyecto se fundó exclusivamente para la producción de agrodiésel de palma, el cual se vendería como materia prima bajo contrato a Green Earth Fuels (GEF) pra su procesamiento y posterior transformación en plantas en los Estados Unidos.
La empresa Green Earth Fuels se caracteriza por ser una productora de agrocombustibles de materias primas agrícolas diferentes; originalemtne, en la empresa PALIX los únicos socios eran GEF (99.999%) y el empresario guatemalteco José Miguel Enrique Arriola Fuxet (0.001%) con un capital inicial de US$29.4 millones. Pero en 2010 Arriola Fuxet se retiró como socio quedando la empresa completamente en manos de estadounidenses. El proyecto se perfilaba como una mega inversión en agrodiésel de palma, que aprovecharía las ventajas que le representaba el asfaltado de la carretera de la FTN, que estaba en marcha desde el gobierno de Óscar Berger Perdomo y que la conectaría con el puerto de Santo Tomás de Castilla.  Pero la caída de los precios del aceite de palma y la prohibición en Estados Unidos del uso de aceite de palma para la producción de agrodiésel -debido a la presión de los productores de maíz de ese país- condujeron a que GEF se retirara del proyecto.
Tras el retiro de GEF PALIX pasó a ser parte del grupo Tecún de la familia Maegli-Müeller, quienes también poseen la empresa Naturaceites que tiene plantaciones de palma africana en Fray Bartolomé de las Casas y Chahal en Alta verapaz, en El Estor, Izabal y en San Luis, Petén.

### Día de mercado
El mercado municipal funciona desde hace varios años.  El día de mercado ocurre todos los miércoles desde que amanece; pobladores de las comunidades más lejanas del municipio llegan a vender sus productos - principalmente maíz, frijol y cardamomo- y adquieron los insumos que requieren en en sus aldeas.  

## Características del municipio

### Fauna
El clima y la vegetación de la región favorecen la sobre vivencia de diversidad de animales entre los que se pueden mencionar.  Venados, loros, tepezcuintles, cotuzas, armadillos, pizotes, jaguares, conejos, osos hormigueros, tucanes, chachas, cabros, etc.
Además de los animales domésticos como aves de corral, ganado vacuno, porcino y caballar. Muchos de los animales antes mencionados son utilizados para alimento y algunos para ser comerciados.

### Flora
Chahal es un municipio rico en recursos naturales en términos generales, estos recursos son poco explotados y en ocasiones son aprovechados por intereses particulares y no colectivos, una subdivisión general menciona los siguientes recursos. 

### Bosques
Una considerable parte del territorio chahalense esta cubierta de bosques (aproximadamente la cuarta parte), que constituye el hábitat de gran variedad de animales y plantas que proporcionan a los habitantes leña y madera para construcción de sus viviendas, así como también mecates y resina entre otras. El corte inmoderado de algunas especies de madera como caoba, cedro, jocote fraile, ronrón, rosal, y otros ha hecho que las maderas preciosas sean muy escasas. Pueden encontrarse San Juan, Ceiba, Amapola, Chico Tamarindo, Limoncillo, Palo Blanco, Santa María y Chico Zapote. Además la hoja de corozo es utilizada para el techado de las viviendas.

## Ciudades hermanadas
- Valls, Cataluña, España